# Grobowiec Kaplana Paszy
Grobowiec Kaplana Paszy – kamienny grobowiec (türbe) z 1. połowy XIX wieku w Tiranie, zabytek I kategorii.

## Historia
Kaplan Pasza (używał nazwiska Toptani) był jednym z władców Tirany na początku XIX wieku, zmarł w 1816 roku. Grobowiec został wzniesiony w centrum Tirany, przy dzisiejszej ulicy Rruga 28 Nëntori w 1. połowie XIX wieku, według jednego źródła w 1817 roku, według innego około lat 1820–1830. Stanowił część monumentalnego kompleksu grobowego meczetu Sulejmana Paszy w Tiranie. Zgodnie z nazwą, był miejscem pochówku Kaplana Paszy w XIX wieku, jednak jego szczątki przeniesiono później do Stambułu. W czasie bombardowań podczas II wojny światowej meczet oraz pozostałe grobowce zostały zniszczone.  Na mocy ustawy nr 609 z 24 maja 1948 roku decyzją Instytutu Nauk grobowiec został uznany za zabytek kultury i stanowi zabytek I kategorii. W latach 2006–2016 w bezpośrednim otoczeniu grobowca wzniesiono budynek TID Tower, który mieści Hotel Plaza Tirana.

## Architektura
Jest to niewielki ośmioboczny obiekt typu türbe  o lekkiej konstrukcji, mający około 5 m obwodu, składający się z ośmiu jednoczęściowych kamiennych kolumn z kapitelami o wysokości 4 m, które zostały połączone łukami. Obecnie mauzoleum jest niezadaszone, lecz możliwe, iż konstrukcja w przeszłości była nakryta dachem. Kamienie, z których wykonano konstrukcję, pokrywają płaskorzeźby z motywami roślinnymi. Na jednej z kolumn zachowała się częściowo czytelna inskrypcja, która wspomina Kaplana Toptaniego oraz rok 1326 (według kalendarza muzułmańskiego). Obok obiektu znajdowało się sześć innych zbliżonych wyglądem grobowców o innych rozmiarach. Grobowiec otacza i częściowo nakrywa łukowata ściana budynku TID Tower.

## Galeria

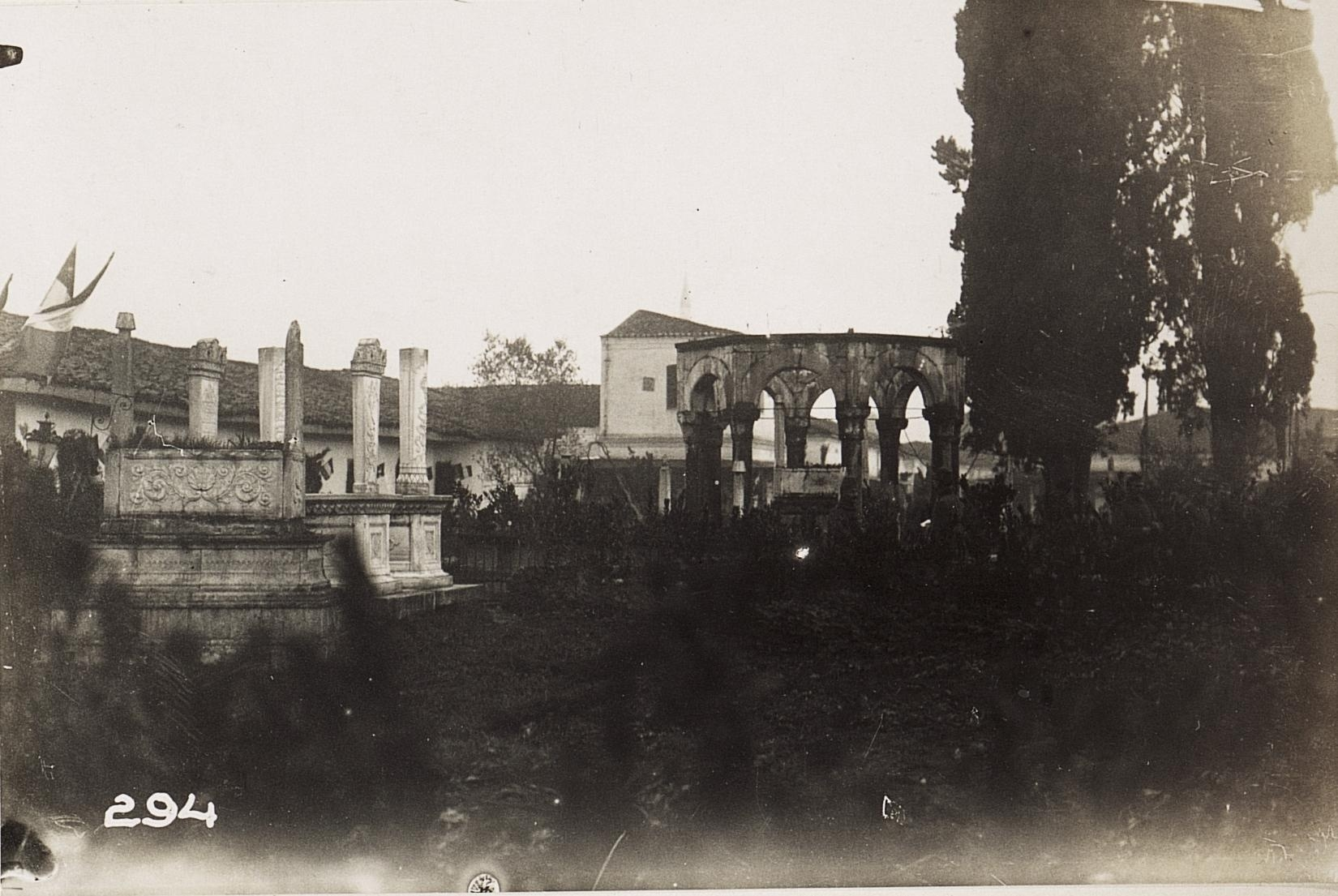
Grobowiec w sąsiedztwie podobnej konstrukcji (około 1917 roku)
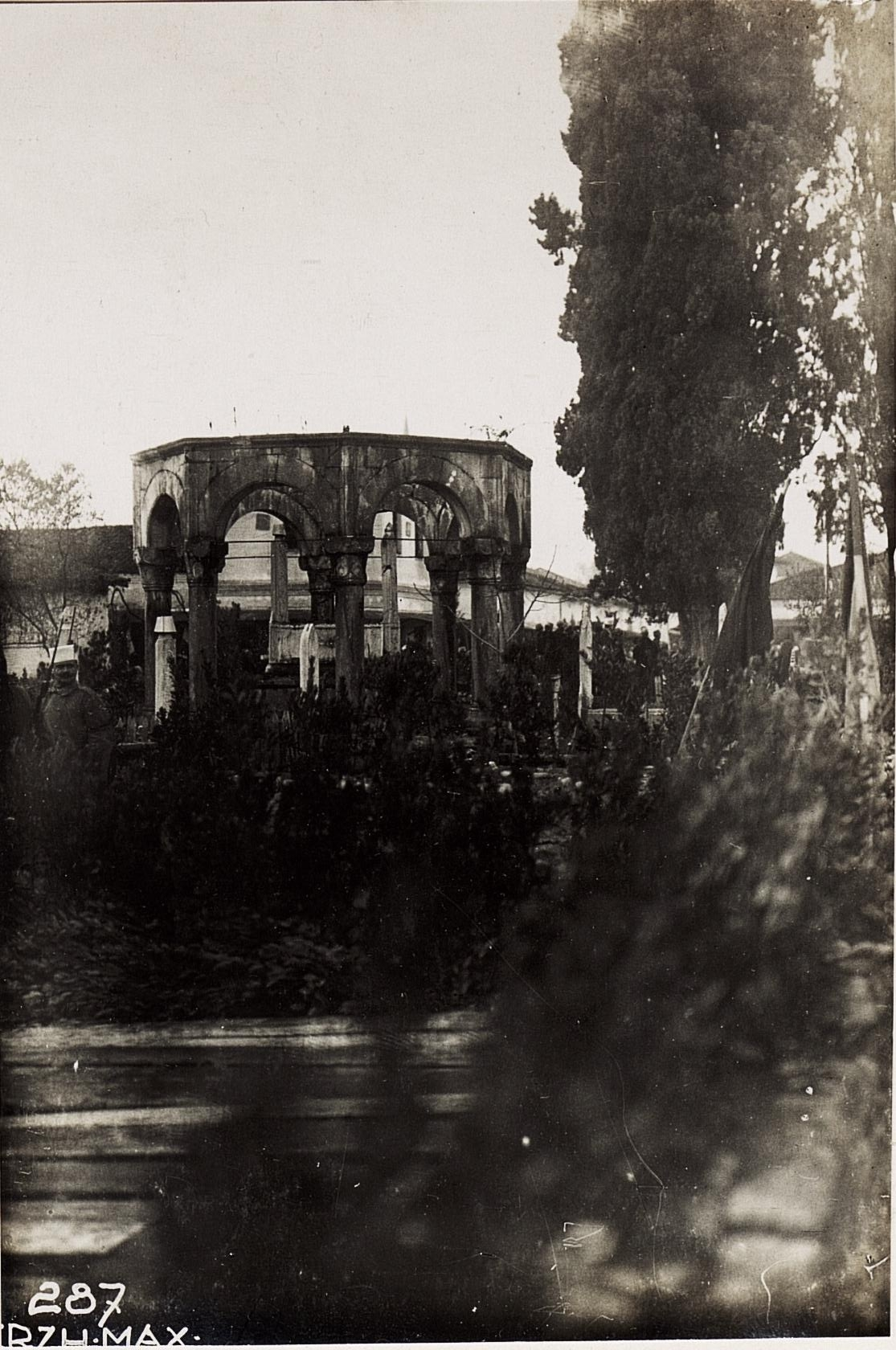
Grobowiec około 1917 roku
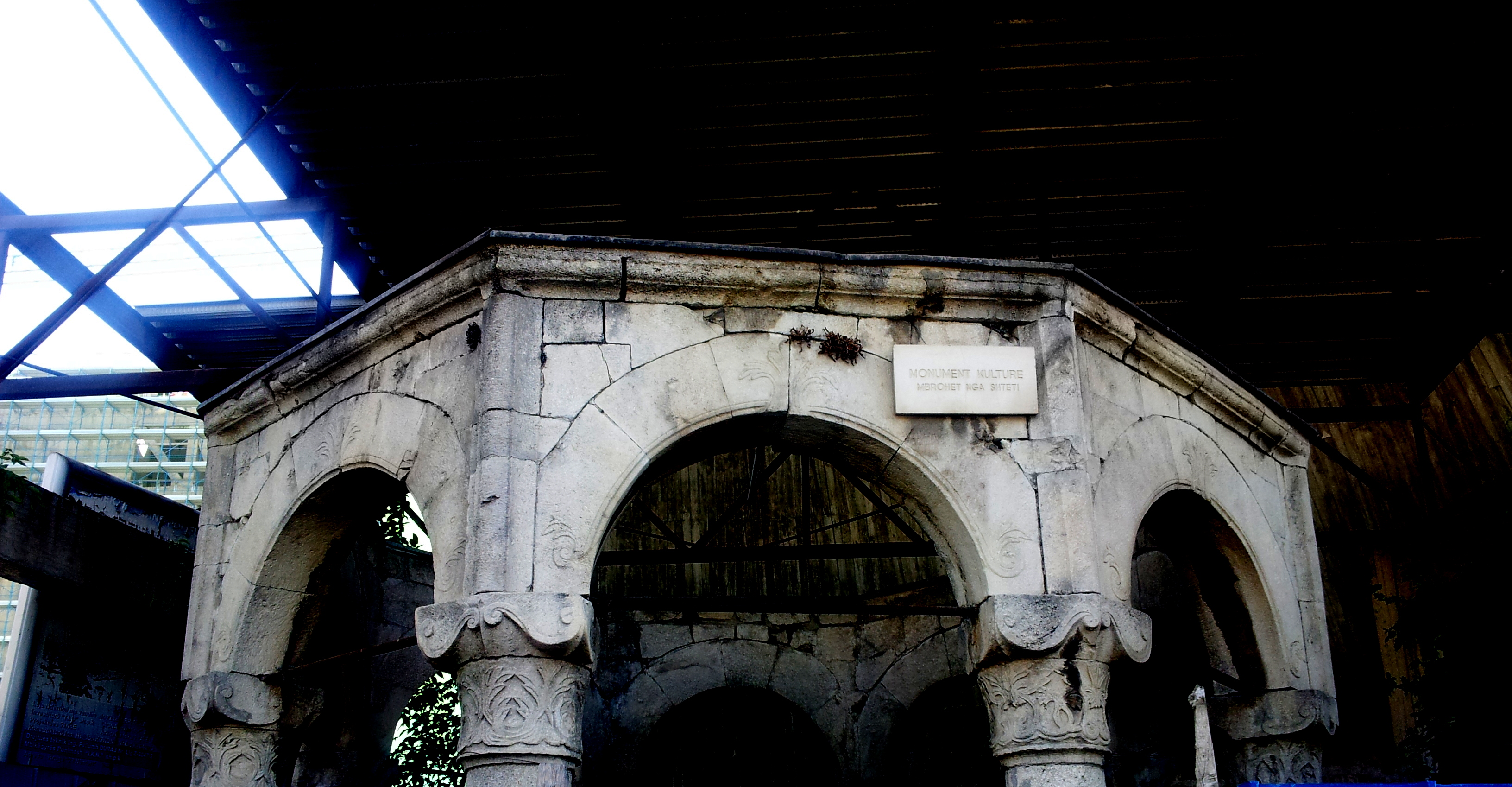
Łukowe zwieńczenia kolumn (2015)
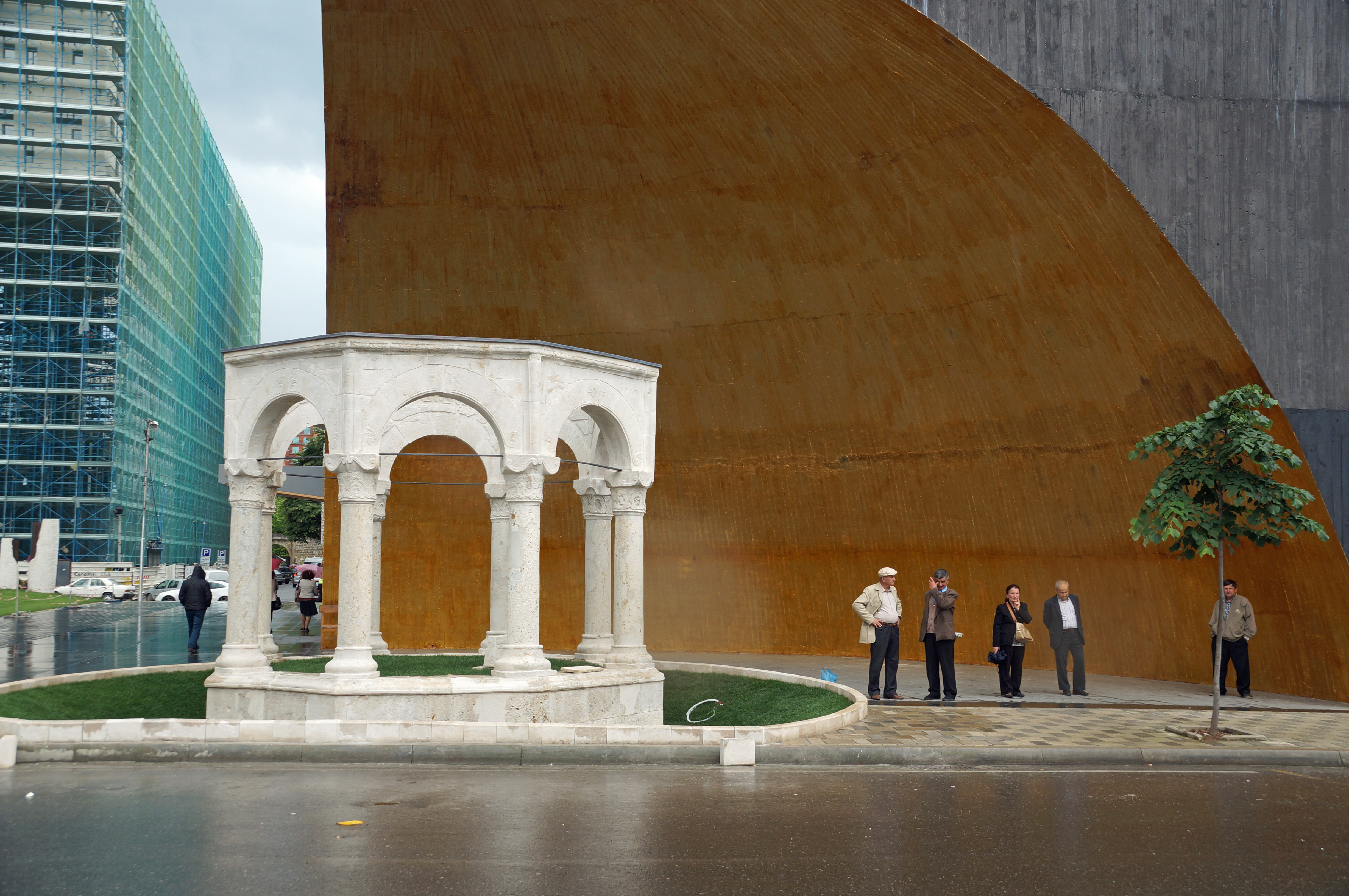
Grobowiec po renowacji (2016)
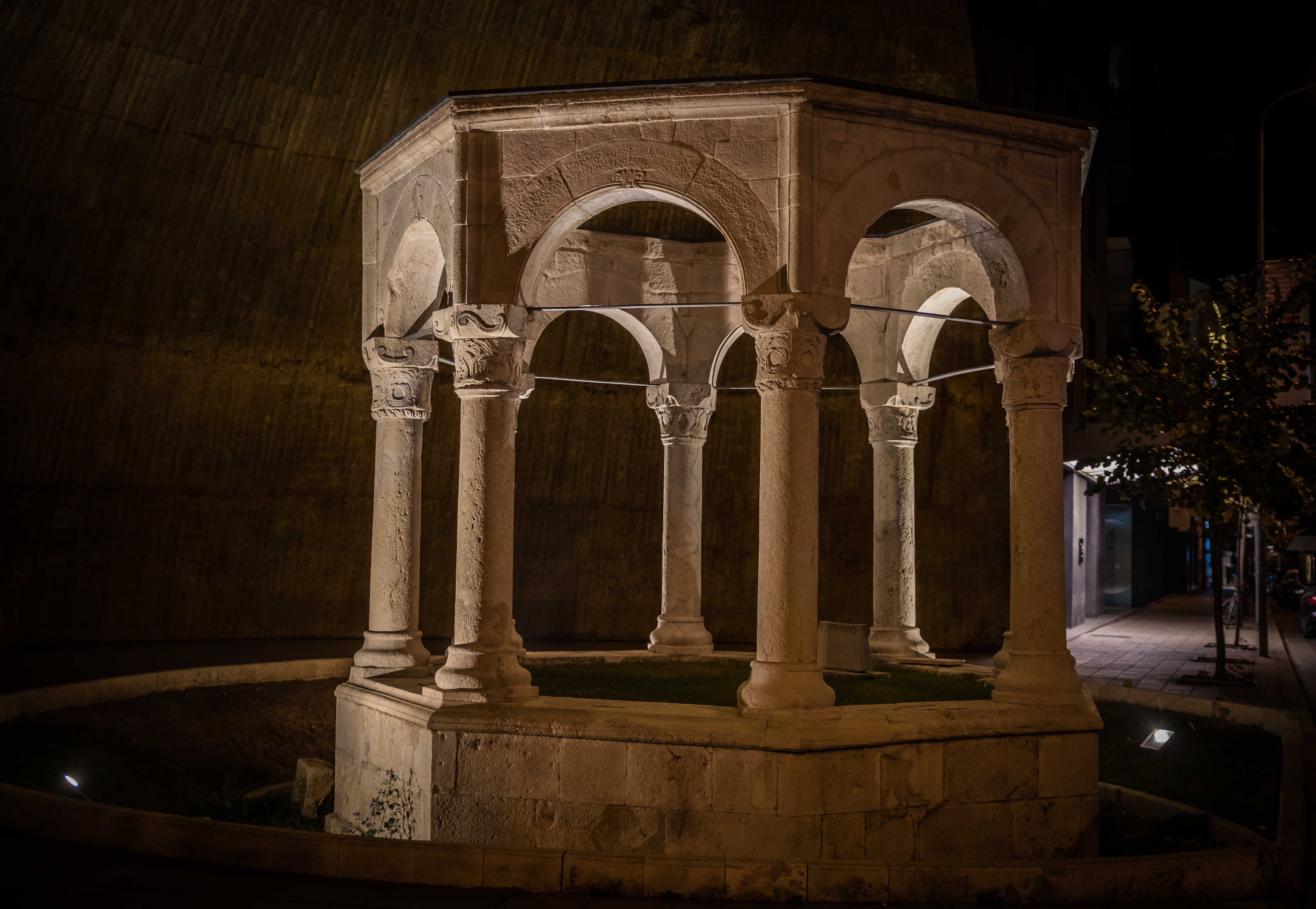
Grobowiec nocą (2018)
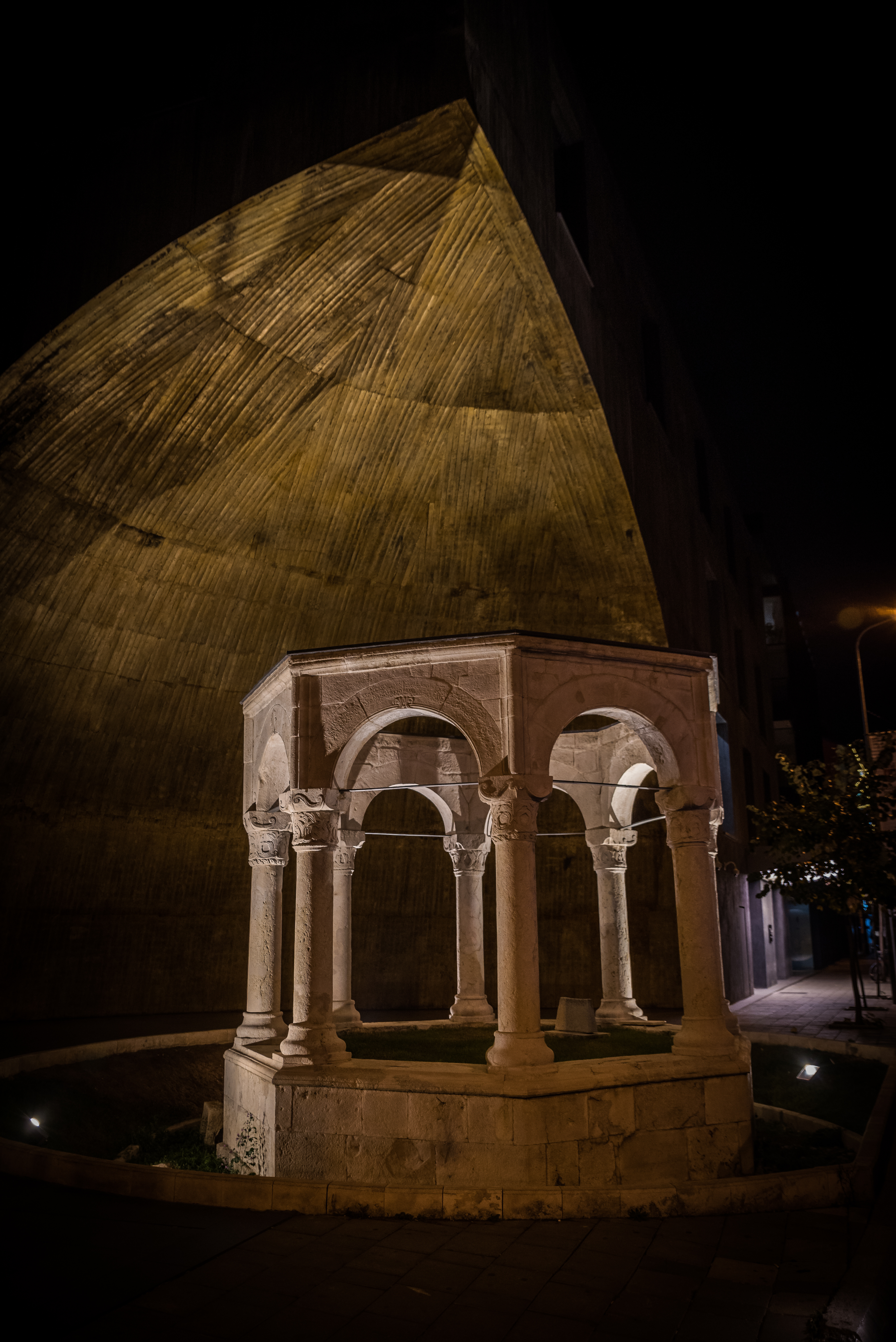
Grobowiec nocą, w tle ściana hotelu (2018)
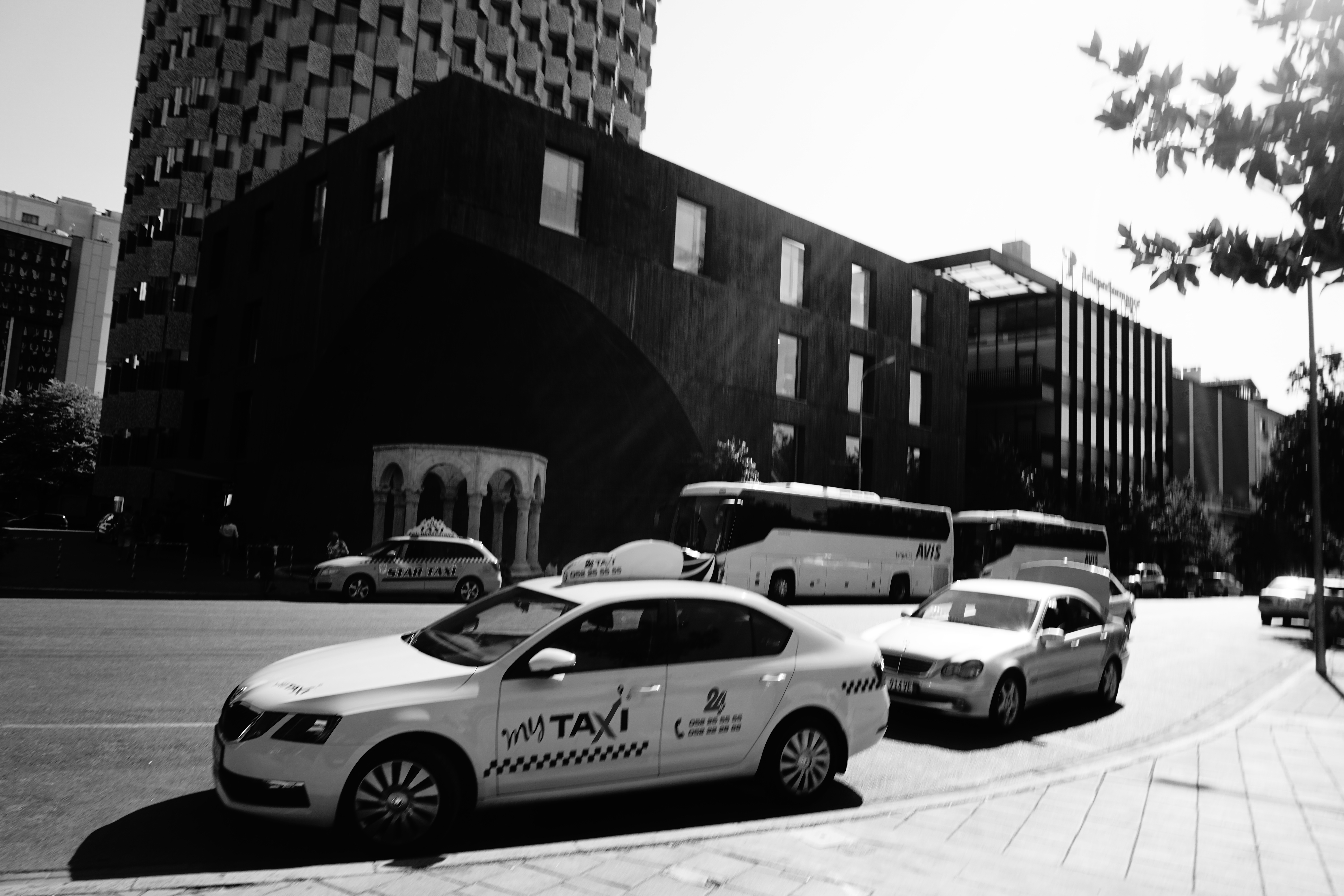
Grobowiec w otoczeniu budynku (2019)
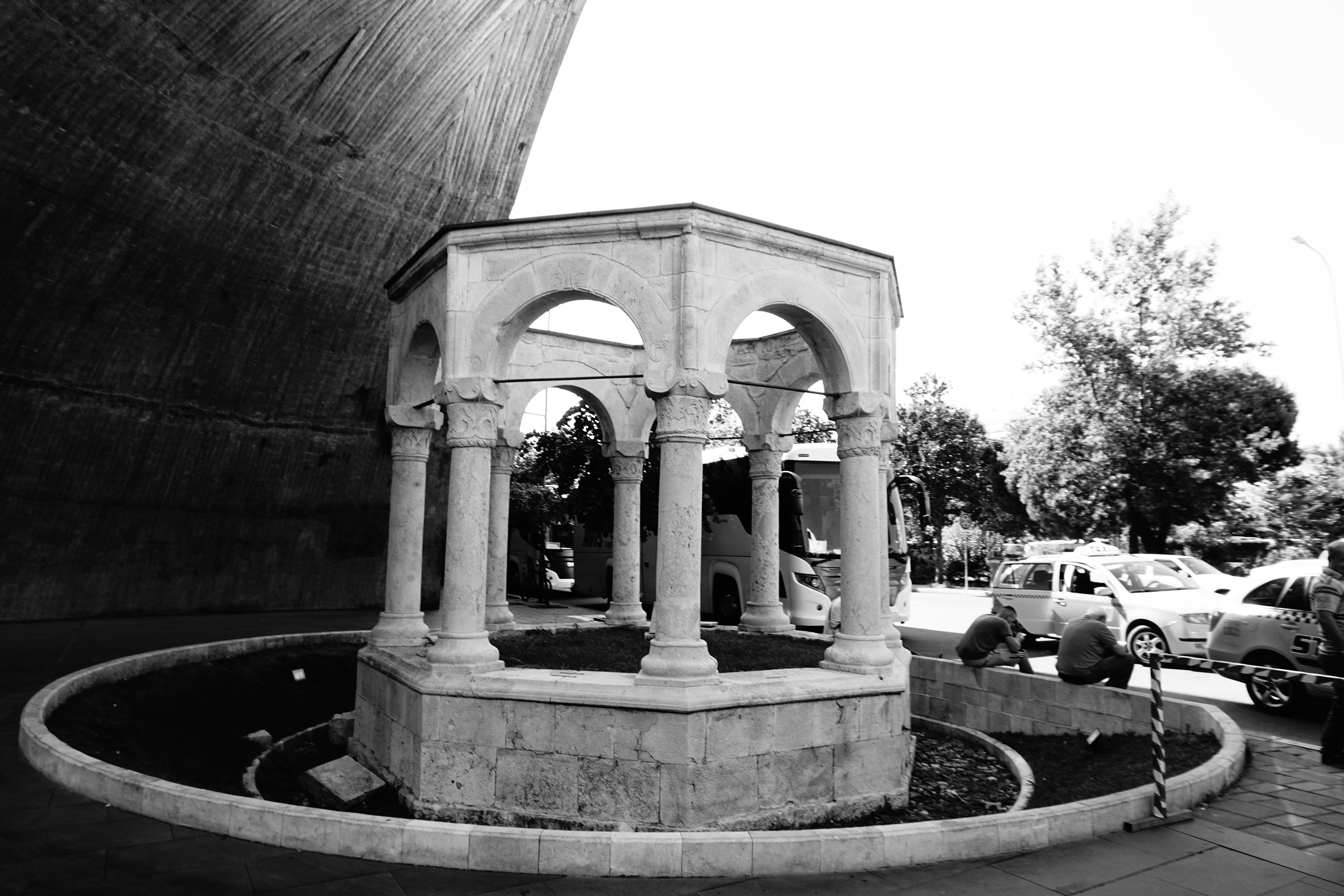
Grobowiec otoczony kamiennym obmurowaniem (2019)